# Сузафон
Сузафо́н — медный духовой инструмент басового звучания, разновидность геликона (отличается главным образом увеличенным размером). Своё название получил в честь американского капельмейстера и композитора Джона Филиппа Суза (1854—1932), который популяризировал его, используя в своём духовом оркестре.

## История
Использовавшийся в то время в оркестре морской пехоты США геликон не удовлетворял Д. Ф. Суза: геликон имел маленький раструб, меньший диаметр, и звук от него шёл в левую сторону. Нужен был инструмент, у которого звук шёл бы вверх, над оркестром, но который был бы легче тубы. Идею Суза воплотил в 1893 году Джеймс Уэлш Пеппер (англ. James Welsh Pepper) и повторно в 1898 году Чарльз Джерард Конн (англ. Charles Gerard Conn).
Изначально инструмент был спроектирован не как маршевый, а как концертный (к моменту воплощения идеи Суза оставил пост дирижёра оркестра морской пехоты) с полным, богатым звуком. Звук был достигнут за счет расширения раструба и шейки инструмента, а также направления раструба вверх. Конструкция остается практически неизменной с момента создания, изменялся только диаметр раструба от 22 до 26 дюймов. С середины 1930-х годов раструб был стандартизирован в 26 дюймов (65 см). Вес сузафона около 10 килограммов.

## Конструкция
Сузафон — вентильный медный духовой инструмент с таким же диапазоном и аппликатурой, как и у туб. Форма сузафона такова, что раструб находится выше головы музыканта и направлен вперед. Вентили расположены непосредственно перед музыкантом немного выше талии, большая часть веса инструмента приходится на одно плечо музыканта. Раструб, как правило, отделяется от остального инструмента, для удобства транспортировки и хранения. За исключением внешнего вида, сузафон конструктивно очень похож на стандартные вертикальные тубы.
Как и предшественник (геликон), сузафон приобрёл популярность в духовых оркестрах при игре стоя или на ходу: по сравнению с тубой, для которой при длительной игре для компенсации веса необходимо использовать ремни, сузафон за счёт своей конструкции и расположения при игре (сузафон вешается на левое плечо через голову) лучше распределяет свой вес.
Большинство сузафонов изготовлено из листовой меди или латуни, цвет инструмента обычно жёлтый или серебристый, некоторые части украшаются позолотой, серебром, лаком, как и множество других медных духовых инструментов. В последнее время некоторые производители изготавливают сузафоны из стекловолокна, для уменьшения веса и стоимости и для увеличения срока службы.
Больша́я площадь поверхности раструба сузафона, обращённая к зрителю, нередко используется для нанесения для неё названия или логотипа оркестра.